# Qira
Qira (Uyghur: چىرا ناھىيىسى‎, ULY: Chira Nahiyisi, UPNY: Qira Nah̡iyisi?; tiếng Trung: 策勒县; bính âm: Cèlēi xiàn, Hán Việt: Sách Lặc huyện) là một huyện của địa khu Hotan, khu tự trị Tân Cương, Trung Quốc. It contains an area of 31,590 km².

### Trấn
- Sách Lặc (策勒镇)

### Hương
- Sách Lặc (策勒乡)
- Cố Lạp Cáp Mã (固拉哈玛乡)
- Đạt Mã Câu (达玛沟乡)
- Kháp Cáp (恰哈乡)
- Ô Lỗ Khắc Tát Y (乌鲁克萨依乡)
- Nô Nhĩ (奴尔乡)
- Bác tư Thản (博斯坦乡)